# Maria-Brunn
De katholieke Kapel Maria Brunn (Duits: Kapelle Maria-Brunn) is een kerkgebouw in Vreede in de Kreis Borken (Noordrijn-Westfalen).

## Geschiedenis
Het achthoekige monument werd in 1697 door de kanunnik Johann Bernhard Abbing gesticht. Vroeger was het met een lantaarn bekroonde gebouw kruisvormig. Omstreeks het jaar 1900 werden echter drie van de vier aanbouwsels afgebroken.

## Interieur
De ovale ramen tonen medaillons van de apostelen Petrus en Paulus en de twee cartouches twee gravinnen Van Manderscheidt-Blankenheim met het jaartal 1699. De kansel en het tabernakel zijn het werk van Gerdt Elsbeck uit de tijd van 1704 tot 1715.
In een nis met een omlijsting van bladwerk staat een piëta van Baumberger zandsteen. Het betreft een kunstwerk van de beeldhouwer Johann Mauritz Gröninger uit het jaar 1697.